# Prvo Meksičko Carstvo
Prvo Meksičko Carstvo (španjolski: Imperio Mexicano) službeni je naziv Meksika pod monarhijskim režimom 1821. – 1823.
Teritorij Meksičkog Carstva uključivao je kontinentalne intendencije i pokrajine Vicekraljevstva Nove Španjolske (uključujući i one iz bivše kapetanije tajnika Gvatemale) od Kalifornije do Kostarike. Ubrzo nakon toga Meksiko je proglasio republiku, ali onda se vratio na monarhijsko uređenje države tijekom Drugoga Meksičkoga Carstva.
Nakon proglašenja neovisnosti 15. rujna 1821., namjera meksičkog parlamenta bila je uspostaviti politički sustav, kojom je na čelu španjolski kralj Ferdinand VII., također uz postojanje cara Meksika, na način da su obje zemlje uređene posebnim zakonima i sa svojim zakonskim uredima. Ako to španjolski kralj odbije, zakonom je predviđeno da na meksičko prijestolje, dođe pripadnik dinastije Bourbon. Ferdinand VII., međutim, nije priznao neovisnost i izjavio je da Španjolska neće dopustiti, da bilo koji drugi europski princ dođe na prijestolje Meksika. Na zahtjev Parlamenta, predsjednik Agustín de Iturbide proglasio se carem Meksika.
Prvo Meksičko Carstvo bilo je kratkoga vijeka, trajalo je samo osam mjeseci, od 21. srpnja 1822. do 19. ožujka 1823., a vladao je samo jedan car, Agustín de Iturbide, također poznat kao Agustín I. od Meksika.